# A New Chance
A New Chance är den svenska duon The Tough Alliances tredje studioalbum, utgivet den 21 maj 2007. En LP-version på vit vinyl i begränsad upplaga om 500 exemplar släpptes 23 maj samma år. Låten "First Class Riot" var albumets första singel.
Albumet har getts ut både som CD och LP, med vissa skillnader. CD:n och LP:n skiljer sig något i omslagen; bland annat har LP:n andra färger och är något annorlunda formgiven. Motivet på omslaget är inledningen av koranen skrivet i arabisk kalligrafi, ett tema för skrivan som även återfinns både i första och sista spåret vilka inleds och avslutas med första respektive sista delen av första versen i sura 14, reciterad av Abdul Basit 'Abd us-Samad.

## Låtlista
Alla låtar är skrivna och komponerade av The Tough Alliance (Eric Berglund och Henning Fürst). 
| Nr           | Titel             | Längd |
| ------------ | ----------------- | ----- |
| 1.           | Something Special | 4:14  |
| 2.           | Miami             | 4:13  |
| 3.           | First Class Riot  | 3:25  |
| 4.           | A New Chance      | 4:34  |
| 5.           | The Last Dance    | 4:15  |
| 6.           | Looking for Gold  | 3:36  |
| 7.           | Neo Violence      | 4:11  |
| 8.           | 1981              | 4:03  |
| Total längd: | Total längd:      | 32:31 |